# 神奈中商事
株式会社神奈中商事（かなちゅうしょうじ、英称：KANACHUSHOJI Co.,Ltd.）は神奈川県平塚市に本社を置く神奈川中央交通の子会社。小田急グループに属する。
平塚市には神奈中の本社があり、グランドホテル神奈中など神奈中グループの企業が集まる。

## 概要
営業内容は、石油製品・LPガスの販売、クリーニング店「かなちゅうクリーニング」の運営、不動産賃貸業、さらに旧アドベル時代からの広告代理店、家事代行サービスなど多岐にわたる。
1962年からスーパーマーケット「神奈中ストア」を運営し、私鉄系スーパー団体の八社会にも加盟していたが、2007年をもってスーパーマーケット事業から撤退し全店舗を閉鎖した。
また子供やバスファン向けに、神奈中のバスグッズの製作も手掛け、バス模型やミニカー、同社のマスコット「かなみん」のぬいぐるみなどを販売し、オンラインショップ「かなちゅうこだわり.com」では、バスグッズや沿線地域の名産食品の通信販売を行っている。

## 沿革
2000年に丸菱石油（元：三友商事）と神奈中商事株式会社が合併して神奈中丸菱となり、2004年に神奈中丸菱と湘南神奈中サービスが合併、現在の株式会社神奈中商事に至る。
- 1951年9月19日 - 株式会社三友商会として設立[2]。
- 1957年
  - 12月14日 - 三友商会が丸菱石油株式会社へ商号変更[2]。
  - 12月17日 - 三友商会が三菱石油（現：ENEOS）と特約店契約を結ぶ[2]。
- 1962年
  - 6月19日 - 三友商会が三菱液化ガス（現：アストモスエネルギー）と特約店契約を結び、LPガス事業に進出する[2]。
  - 月日不明 - 神奈中ストアを開業し、スーパーマーケット事業に進出する。
- 2000年4月1日 - 神奈中商事株式会社と合併、株式会社神奈中丸菱に商号変更[2]。
- 2004年10月1日 - 株式会社湘南神奈中サービスと合併、株式会社神奈中商事に商号変更[2]。
- 2007年9月30日 - 神奈中ストアを全店閉店、スーパーマーケット事業から撤退。
- 2021年3月1日 - Instagram公式アカウントを開設[5]。
- 2024年7月1日アドベルに吸収合併。存続会社のアドベルは同日付で神奈中商事に商号変更

## 事業内容
ガソリンスタンド経営、石油販売業
ENEOSの特約店契約の下でガソリンスタンドの経営を行っている。また、燃料油、潤滑油、灯油を燃料とする冷暖房機を販売している。また、神奈中グループのバス・タクシー各社営業所で使用する燃料や各種部材の受注・納入も当社が行っており、グループ各社でのコスト削減を行う。
ガス、通信事業
LPガスの販売やガス、電気・通信回線などの設備工事業を行っている。
クリーニング、コインランドリー業
クリーニング店「かなちゅうクリーニング」、コインランドリーの経営を行っている。
不動産賃貸業
ドラッグストア、スーパーなど企業向けに不動産賃貸を行っている。
中古バス販売業
神奈中グループで使用された中古バス車両の販売を行っている。
自動車部品販売業
乗合バス車両部品をはじめ、タクシーや一般車両の部品類まで、様々な自動車部品の販売・修理・取付などを行っており、バス停留所標識などの開発も手掛けている。
乗車券販売、バス車両清掃事業
神奈中のバス乗車券販売、バス車内やバス停留所などの清掃業務を受託する。
かつてはバスカード（神奈中バスカード、バス共通カード）の販売受託も行っていた。
バスグッズ製作・販売事業
神奈川中央交通のバスグッズの製作・販売を行っている。
バスイベントでの出店やオンライン通販のほか、バス模型やグッズは「かなちゅうクリーニング」店舗でも販売している。
オリジナルトミカ、バスコレクション事業者限定版、ダイカスケール（神奈中商事特注品もある）、京商ダイキャストバスなども取り扱う。
なお、神奈川県を中心に店舗を展開するドラッグストアのクリエイトSD（本社：横浜市）では、ポイントカードの景品に神奈川中央交通のバス模型があり、3600ポイントで京商（本社：厚木市）の1/80スケールダイキャストバスがもらえる。景品の模型は、以前は通常塗装の一般路線バスだったが「かなちゃん号」に変更された。